# São Bento (Maranhão)
São Bento is een gemeente in de Braziliaanse deelstaat Maranhão. De gemeente telt 39.312 inwoners (schatting 2009).
De gemeente grenst aan Palmeirândia, Pinheiro, Bacurituba en São Vicente Ferrer.